# Stazione di Oasis
La stazione di Oasis è una stazione ferroviaria situata nel quartiere di Oasis a Casablanca, in Marocco. Negli ultimi anni il traffico passeggeri è in aumento.

## Soria
La nuova stazione è stata inaugurata il 4 gennaio del 2005, dopo importanti lavori di modernizzazione che sono durati circa 12 mesi e durante i quali l'ONCF ha investito un totale di 13 milioni di dirham. Questo rinnovo ha come obiettivo lo sfoltimento del traffico passeggeri nelle stazioni di Casa Voyageurs e di Casa-Port.

## Interscambi
La stazione è servita da numerose linee di tram ed autobus urbani gestita da Casa Transport.
- Fermata tram (Gare de l'Oasis, linea 1)
- Fermata autobus
- Stazione taxi